# غار تنگیزه
اشکفت تنگیزه مربوط به دوران فرادیرینه‌سنگی است و در شهرستان شیراز، بخش زرقان، دهستان بند امیر، ۲ کیلومتری شمال غربی روستای شول واقع شده و این اثر در تاریخ ۳۰ بهمن ۱۳۸۶ با شمارهٔ ثبت ۲۰۷۶۸ به‌عنوان یکی از آثار ملی ایران به ثبت رسیده‌است.